# مضاعفة الرهان (فلم)
مضاعفة الرهان  (العنوان الأصلي زيجز) هو فيلم درامي أمريكي عام 2001 من إخراج مارس كالاهان، وبطولة جيسون بريستلي،  بيتر دوبسون وريتشارد بورتنو. حصل على تصنيف أر من جمعية الفيلم الأمريكي.

## قصة
أربعة من المقامرين الشباب يضيعون حياتهم في الخمر والمراهنات. ديفيد (جايسون بريستلي)، الرجل النسائي الذي يشرب الخمر. مايك (كين بيكوي)، مقامر منحط. كوري ذا جيرسي جينكس (بيتر دوبسون). بريت (جاستن جون روس)، الرجل الذي يخبر كل فتاة أنه يحبها في الموعد الأول. عندما يجدون أنفسهم مدينين لرجل مختل عقليًا كريستوفر والكن قاتل مستأجر (مارس كالاهان)، فإنهم يأتون بخطة جذرية للتخلص من الديون بلعبة ثابتة.

## روابط خارجية
- مقالات تستعمل روابط فنية بلا صلة مع ويكي بيانات